# Talco
Talco est un groupe de ska punk italien, originaire de Marghera, à Venise. Ses membres sont anti-fascistes et anti-racistes.

## Biographie

### Débuts (2001–2009)
Formé en tant que groupe de ska, au fil du temps Talco trouve un son qui lui est propre, mélangeant des rythmes patchanka typiques de la Mano Negra avec le punk et le ska, parfois inspiré par la musique des Balkans et le klezmer, mais toujours fidèle à son héritage des auteurs-compositeurs italiens, en particulier lorsqu'il s'agit des paroles. 
Les premières années sont comparables à celles de la plupart des groupes : des amis jouent de la musique ensemble dans un sous-sol, jusqu'à ce qu'ils se sentent prêt à enregistrer. Leur premier album Tutti Assolti est sorti en octobre 2004 sur le label Kob Records/Mad Butcher Records,. Combat Circus, sorti en 2006, obtient des commentaires et des critiques très positifs en Italie, mais aussi de Allemagne à l'Espagne et même d'Amérique latine. Étape par étape, les membres de Talco se montrent de plus en plus, font plus de contacts, amis et fans et développent leurs talents de musiciens, un groupe et des individus, ce qui se traduit par l'album Mazel Tov, sorti au printemps 2008.
Celui-ci dépasse non seulement les ventes de leurs autres albums en une courte période, mais le nombre de concerts a continué d'augmenter en Espagne, en Allemagne, en Croatie ou en Italie. Talco est invité à de nombreux festivals durant les étés 2008 et 2009 et se produit dans des clubs mythiques comme le SO36 de Berlin ou le Club Indra à Hambourg. Le groupe est tête d'affiche de Stemwede Open Air devant 7 000 personnes, et partage la scène avec des groupes comme Mad Caddies, Agnostic Front, Lagwagon, Banda Bassotti, Persiana Jones, punkreas, Linea 77, Derozer, Real McKenzies, Betagarri, Boikot ou Obrint Pas.
Après une collaboration fructueuse avec Kob Records et Mad Butcher Records durant cinq ans, le groupe signe à l'automne 2009 avec Destiny Records, et réédite alors ses deux derniers enregistrements. À peu près au même moment, il a publié un MCD pour Saint Pauli Fanräume e.V. incluant Saint-Pauli, qui a été écrit après avoir assisté à un match du FC Sankt Pauli, club de football allemand de la classe des travailleurs. Cette chanson leur a également permis d'obtenir une invitation pour le festival des 100 ans du club et ils ont ainsi joué à guichet fermé au Millerntor Stadium en mai 2010.

### Années 2010
Au printemps 2010, ils enregistrent leur quatrième album, La Cretina commedia. Musicalement, le groupe garde le son puissant de Mazel tov ce qui le rend particulier en live, mais il ajoute des influences variées. Au niveau des paroles, il s'agit d'un album concept sur la vie et le travail de Peppino Impastato. Né dans une famille de la mafia, il se retourna contre son père et devint un militant anti-mafia. Il a été tué en 1978 par la mafia, pendant sa campagne électorale pour le Conseil de Cinisi. Il a fallu plus de 20 ans pour que tous les délinquants soient condamnés et son histoire s'est fait connaître d'un plus large public à travers le film I cento passi. 
En novembre 2012 sort un cinquième album, Gran Galà, qui se présente comme une critique de la société italienne contemporaine, en abordant des sujets comme la corruption et l'hypocrisie en politique (La Macchina del fango), la xénophobie et l'intolérance (Dai Nomadi), les scandales sexuels (La Veglia del re nudo), le non-respect de la laïcité (Teleternità) ou le « prêt à penser » politique (Danza Dell'Autunno Rosa, San Maritan...). À l'occasion du dixième anniversaire de leurs débuts, ils enregistrent en 2014 un album live à Pampelune (Pays Basque), album qui consiste en une compilation de leurs vingt titres les plus populaires. Il est intitulé 10 Years-Live in Iruña, Iruña étant le nom basque de la ville de Pampelune.
Leur sixième album, Silent Town, sort le 6 novembre 2015, chez Destiny Records et Kasba Music; il est bien accueilli par l'ensemble de la presse spécialisée,,. Dans le prolongement de La Cretina Commedia et de Gran Galà, il propose une critique d'une société italienne.

## Membres
- Tomaso De Mattia (Dema - voix, guitare
- Emanuele Randon (Jesus) - guitare, chœurs
- Marco Salvatici (Ketto) - basse, chœurs
- Nicola Marangon (Nick) - batterie
- Marco Piccioni (Tuscia) - saxophone ténor
- Andrea Barin (Rizia) - trompette

## Discographie
- 2000 : Live (démo enregistrée en public)
- 2001 : Talco mentolato, (démo)
- 2004 : Tutti assolti (Kob Records, Venus Dischi)
- 2006 : Combat circus (Kob Records, Mad Butcher Records, réédité chez Destiny Records).
- 2008 : Mazel tov (Kob Records, Mad Butcher Records, réédité chez Destiny Records).
- 2010 : La Cretina commedia (Destiny Records)
- 2012 : Gran galà
- 2015 : Silent Town (Destiny Records)
- 2018 : And the winner isn't
- 2021 : Locktown

### Album live
- 2014 : 10 Years - Live in Iruna